# 红旗满族乡 (五常市)
红旗满族乡是中华人民共和国黑龙江省哈尔滨市五常市下辖的一个民族乡，位于五常市西北部。

## 行政区划
红旗满族乡下辖以下村级行政区划单位：
东龙村、多欢村、前红村、前兰村、后兰村、东林村、新立村、东胜村、前大村、东阳村、东城村和东利村。